# ۶۹۱ (قمری)
۶۹۱ (قمری)، ششصد و نود و یکمین سال در گاهشماری هجری قمری است. اول محرم این سال برابر با بیست و چهارم دسامبر سال ۱۲۹۱ میلادی است.